# Bovan, Aleksinac
Bovan (izvirno srbsko Бован) je naselje v Srbiji, ki upravno spada pod Občino Aleksinac; slednja pa je del Niškega upravnega okraja.

## Demografija
V naselju živi 491 polnoletnih prebivalcev, pri čemer je njihova povprečna starost 49,1 let (47,8 pri moških in 50,4 pri ženskah). Naselje ima 181 gospodinjstev, pri čemer je povprečno število članov na gospodinjstvo 3,06.
|  |

| Demografija | Demografija     | Demografija     |
| Leto        | Št. prebivalcev | Št. prebivalcev |
| ----------- | --------------- | --------------- |
|             |                 |                 |
|             |                 |                 |
|             |                 |                 |
|             |                 |                 |
| 1948        | 1084            |                 |
| 1953        | 1055            |                 |
| 1961        | 1033            |                 |
| 1971        | 911             |                 |
| 1981        | 821             |                 |
| 1991        | 690             | 680             |
| 2002        | 570             | 554             |
|             |                 |                 |

| Etnična sestava po popisu iz leta 2002 | Etnična sestava po popisu iz leta 2002 | Etnična sestava po popisu iz leta 2002 | Etnična sestava po popisu iz leta 2002 | Etnična sestava po popisu iz leta 2002 |
| -------------------------------------- | -------------------------------------- | -------------------------------------- | -------------------------------------- | -------------------------------------- |
| Srbi                                   | Srbi                                   |                                        | 554                                    | 100,0%                                 |
| Neznano                                | Neznano                                |                                        | 0                                      | 0,0%                                   |